# Jean-Paul Gusching
Jean-Paul Gusching (ur. 25 czerwca 1955 w Neuville-Coppegueule) – francuski duchowny katolicki, biskup Verdun od 2014.

## Życiorys
Święcenia kapłańskie otrzymał 19 czerwca 1983 i inkardynowany został do diecezji Amiens. Pracował głównie jako duszpasterz parafialny. Od 2004 był wikariuszem generalnym, a w latach 2013-2014 administratorem diecezji w okresie sede vacante.
3 lipca 2014 papież Franciszek mianował go ordynariuszem diecezji Verdun. Sakry udzielił mu 21 września 2014 metropolita Besançon - arcybiskup Jean-Luc Bouilleret.